# Barenaked Ladies
Barenaked Ladies (abreviação BNL) é uma banda canadense de rock alternativo. A banda é formada atualmente por Jim Creeggan, Kevin Hearn, Ed Robertson e Tyler Stewart. BNL foi formada em 1988 em Scarborough, Ontario, na época subúrbio de Toronto. Entre seus singles mais conhecidos estão One Week, Pinch Me, If I Had $1000000 e Brian Wilson. Eles participaram da trilha sonora do desenho animado Os Sete Monstrinhos (Seven Little Monsters), e também cantam a abertura da série The Big Bang Theory. O single "One Week" passou uma semana em primeiro lugar do Billboard Hot 100 em 2000.
Foi indicado ao Grammy em duas ocasiões: em 1999 para melhor performance pop por uma dupla ou grupo por "One Week" e em 2001 para melhor performance pop por uma dupla ou grupo com vocal por "Pinch Me".

## Membros

### Formação atual
- Jim Creeggan: baixo e vocais
- Kevin Hearn: teclado, guitarra e vocais
- Ed Robertson: guitarra e vocais
- Tyler Stewart: bateria e vocais

### Ex-membro
- Andy Creeggan
- Steven Page

## Discografia
- Gordon (1992)
- Maybe You Should Drive (1994)
- Born on a Pirate Ship (1996)
- Stunt (1998)
- Maroon (2000)
- Disc One: All Their Greatest Hits (1991–2001) (2001)
- Everything to Everyone (2003)
- Barenaked for the Holidays (2004)
- As You Like It (2005)
- Barenaked Ladies Are Me (2006)
- Extented Versions (2006)
- Barenaked Ladies Are Men (2007)
- Talk to the Hand: Live in Michigan (2007)
- Snacktime! (2008)
- All in Good Time (2010)
- Hits from Yesterday & the Day Before (2011)
- Stop Us If You've Heard This One Before (2012)
- Grinning Streak (2013)
- Silverball (2015)
- Ladies and Gentlemen: Barenaked Ladies and The Persuasions (2017)
- Fake Nudes (2017)
- Detour de Force (2021)
- In Flight (2023)